# تفتيح (تمرين)

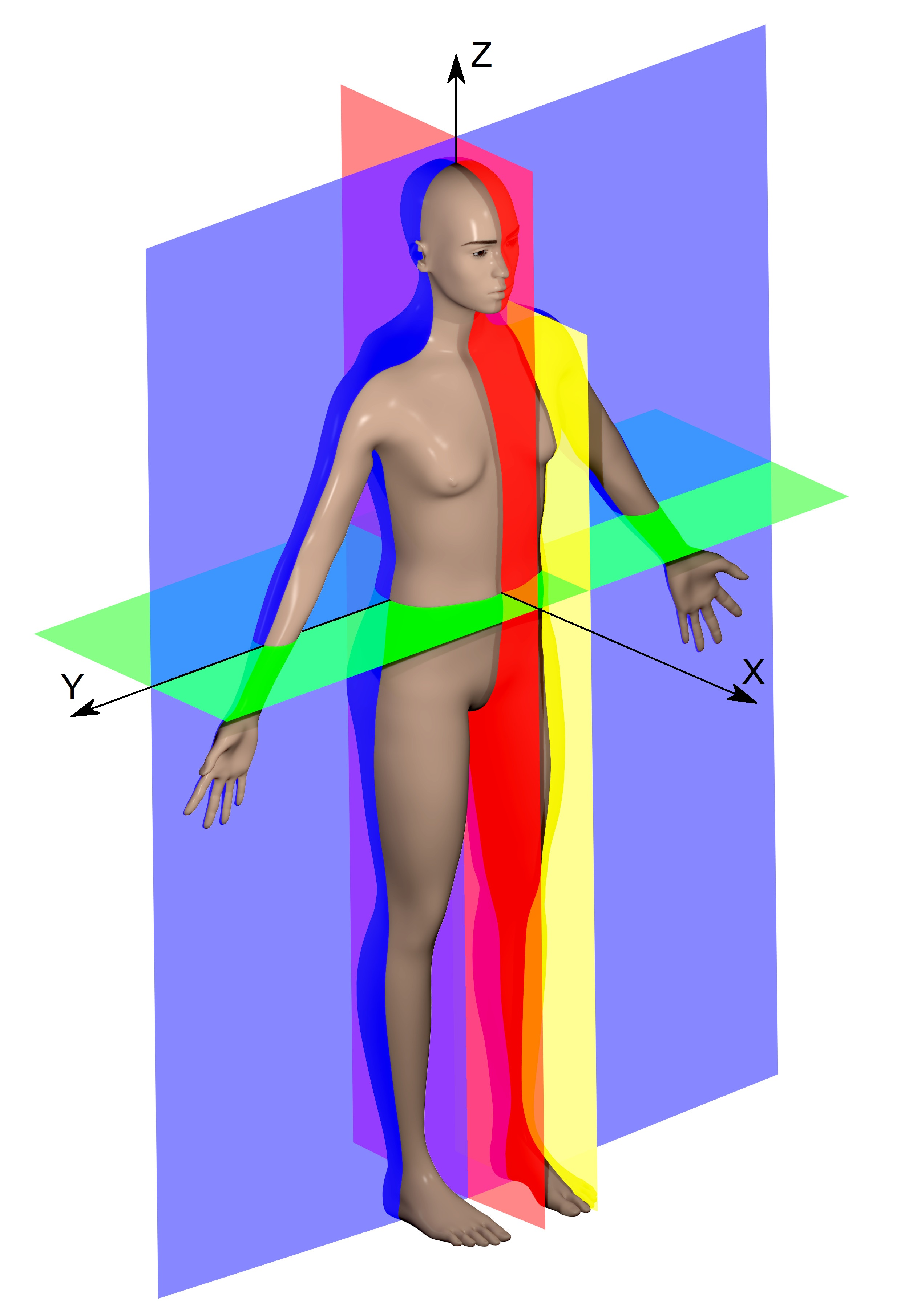
المستوياتالتشريحية الرئيسية لجسم الإنسان، وتشمل المستوى الناصف (أحمر)، والمستوى المجاور للناصف (أصفر)، والمستوى الجبهي أو الإكليلي (أزرق)، والمستوى المستعرض أو المحوري (أخضر).

تمرين التفتيح هو تمرين في تمارين القوة تتحرك فيه اليد والذراع عبر قوس بينما يبقى المرفق عند زاوية ثابتة. تُستخدم تمارين التفتيح لتقوية العضلات في الجزء العلوي من الجسم. نظرًا لأن هذه التمارين تستخدم الذراعين كروافع بأقصى طول ممكن لها، فإن الوزن الذي يمكن رفعه يكون أقل بكثير مقارنة بتمارين الضغط المكافئة التي تستهدف نفس العضلات (مثل الضغط العسكري للأكتاف وتمرين الضغط على المقعد للصدر).
بسبب هذا التأثير الرافعي، فإن تمارين التفتيح بجميع أنواعها تنطوي على مخاطر كبيرة قد تؤدي إلى إصابة مفصل الكتف والأربطة المرتبطة به بالإضافة إلى الأوتار المتصلة به. لذا، ينبغي تنفيذ هذه التمارين بحذر، واختبار تأثيرها باستخدام أوزان خفيفة جدًا في البداية، مع زيادتها تدريجيًا بعد اكتساب المزيد من القوة.

## المعدات
يمكن أداء تمارين التفتيح باستخدام أي وزن يمكن حمله باليد. أبسط المعدات المستخدمة هي الثقالة أو الدمبل، ولكن يمكن أيضًا تنفيذ التمرين باستخدام آلة الكابل. يمكن أداء تمارين التفتيح أثناء الاستلقاء على الظهر، أو في وضعية الجلوس، أو أثناء الوقوف بشكل مستقيم. عند استخدام آلة الكابل، تتحرك اليدان والذراعان عبر نفس التشريحية|المستوى التشريحي كما في نسخة الثقالة.
يتطلب استخدام الثقالة في تمارين التفتيح الصدرية تشغيل العضلات المثبتة التي تشارك في أداء التمرين، مقارنة باستخدام آلة الكابل، حيث توفر الأخيرة مزيدًا من الاستقرار.
يمكن أيضًا أداء تمارين التفتيح باستخدام وزن الجسم عبر تنفيذ تمارين التفتيح الصدرية على حلقات الجمباز.